# Mary Louise McLaughlin

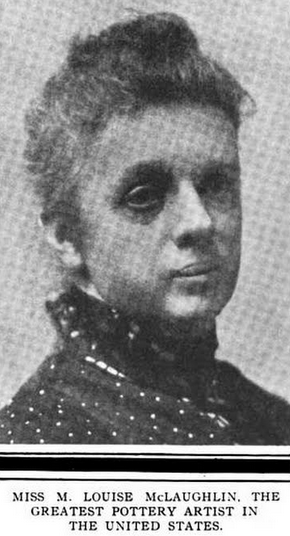
Mary Louise McLaughlin

Mary Louise McLaughlin (* 29. September 1847 in Cincinnati, Ohio; † 19. Januar 1939 in Norwood, Ohio) war eine US-amerikanische Keramikmalerin und Atelier-Töpferin. Sie gehörte zusammen mit ihrer Konkurrentin Maria Longworth Storer, die die Rookwood Pottery gründete, zu den Begründerinnen der amerikanischen Kunsttöpferbewegung.

## Leben
Mary Louise McLaughlin wurde am 28. September 1847 in Cincinnati als jüngstes Kind einer wohlhabenden Familie geboren. Ihr Vater war der Besitzer eines erfolgreichen Trockenwarenunternehmens in der Stadt. Ihr älterer Bruder war der Architekt James W. McLaughlin. Sie beschrieb ihre Familienverhältnisse immer als jüngstes Kind, welches in eine alte Familie geboren wurde. Zum Zeitpunkt ihrer Geburt war ihr Vater William McLaughlin 55 Jahre alt, ihre Mutter Mary McLaughlin 41 Jahre und ihre Brüder George und James 16 bzw. 12 Jahre. Benannt wurde sie nach ihrer Mutter Mary und ihrer Tante Louise. Ihr Rufname wurde Louise.
Sie besuchte von 1873 bis 1877 die School of Design der University of Cincinnati. Auf der Centennial Exhibition in Philadelphia stellte sie im Jahr 1876 28 ihrer Stücke aus. Bei der Weltausstellung Paris 1878 stellte sie Werke im Limoges-Stil der Unterglasmalerei aus, die sie Cincinnati Faience nannte und wurde dafür ausgezeichnet.
Den Cincinnati Pottery Club gründete sie zusammen mit Clara Chipman Newton und weiteren Künstlerinnen am 1. April 1879. Gemeinsam mit weiteren Clubmitgliedern stellte sie bei der Dallas Pottery Company in Cincinnati Keramikstücke her. Von 1881 bis 1883 konnte sie mit ihren Clubmitgliedern bei der Rookwood Pottery arbeiten. Die in dieser Phase entstandenen Kunstwerke waren oft nicht markiert, teilweise nur von den Künstlern signiert, wurden jedoch gelegentlich mit der Marke der Rookwood Pottery versehen. In die Töpferei kehrte McLaughlin im Jahr 1898 zurück und gründete die Linie Losantiware. Der Name leitete sich aus der ursprünglichen Siedlungsbezeichnung für Cincinnati, Losantiville, ab.
Hilfe und Unterstützung erhielt McLaughlin durch ihre Assistentin Margaret „Maggie“ Hickey. Hickey war eine irische Einwanderin, die sich ihrer Schwester in den Vereinigten Staaten anschloss und um 1885 bei McLaughlin anfing. Zu dieser Zeit war Maggie Hickey etwa 20 Jahre alt. Obwohl sie keine formale Ausbildung hatte, lernte sie die Techniken sehr schnell und war innerhalb kurzer Zeit in der Lage, McLaughlin in allen Aspekten des Porzellanprozesses zu unterstützen. Im Winter 1898/1899 war Hickey für das gesamte Gießen der Ware zuständig, und im Herbst 1901 leitete sie auch das Brennen.
Nachdem der Brennofen im Jahr 1904 aus Sicherheitsgründen stillgelegt werden musste, beendete sie ihre Karriere als Kunsttöpferin. Insgesamt fertigte sie 1139 Stücke im Losanti-Stil, von denen weniger als ein Drittel als verkaufsfähig gelten und nur 50 Stücke jemals verkauft wurden. Sie stellte ihre Losanti-Stücke auf der Panamerikanischen Ausstellung in Buffalo aus und gewann eine Bronzemedaille. Die meisten ihrer Stücke befinden sich in den Sammlungen von Museen, nur wenige Stücke sind in Privatbesitz. Daher ist ihre Arbeit sehr selten und wird von Sammlern hoch geschätzt.
Kurz nach dem Tod ihres Bruders George zog McLaughlin 1894 in die Oak Street 6 in der Nähe der Gilbert Avenue. 1897 mietete sie ein Haus in der Eden Avenue 2558 in Mount Auburn, nicht weit von der Wohnung ihres Bruders James entfernt. An ihrer Wohnung in der Eden Avenue entschloss sie sich, Porzellan herzustellen. 1912 zog McLaughlin von der Eden Avenue 2558 im Vorort Mount Auburn zu ihrer endgültigen Adresse in der Sherwood Avenue 4011 in Madisonville, einem anderen Vorort von Cincinnati. Sie entwarf das Haus, das von ihrem Architektenbruder James gebaut wurde. Der Plan, alle Lebensbedürfnisse im Erdgeschoss unterzubringen, war ideal für die damals 65-jährige Künstlerin. Am 4. März 1923 starb Louises Bruder James McLaughlin im Alter von 88 Jahren in einem Altersheim in New York City. Margaret Hickey starb 1932.
McLaughlin starb am 16. Januar 1939 im Alter von 91 Jahren. Sie wurde auf dem Spring Grove Cemetery beigesetzt.

## Werke

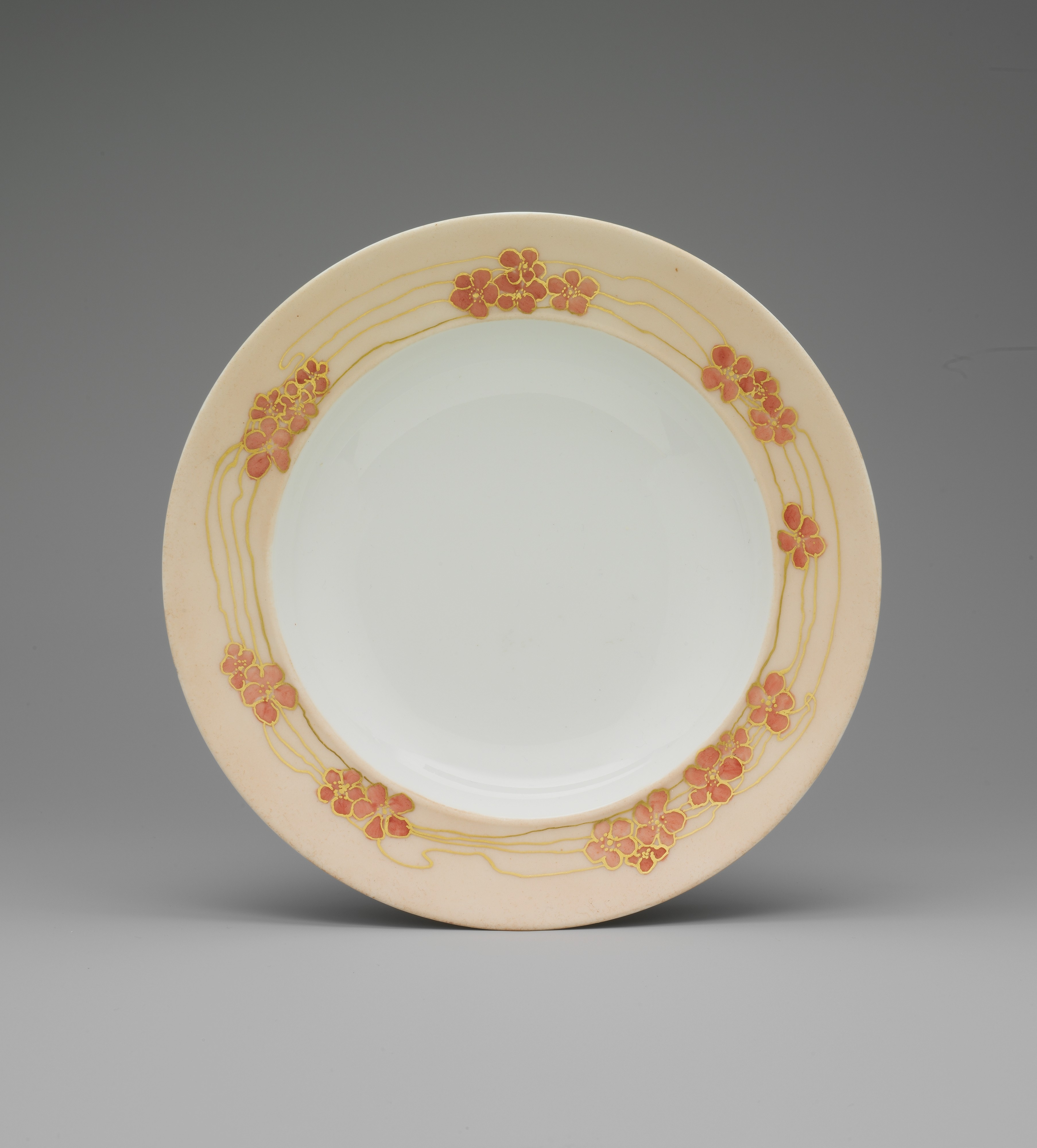
Suppenteller, The Metropolitan Museum of Art

- Ali Baba Vase 1880, Cincinnati Art Museum[4]

Nachdem ihre Konkurrentin Maria Longworth Nichols Storer kurz zuvor zwei Vasen mit Unterglasmalerei geschaffen hatte, die 63 und 76 cm hoch waren, wollte McLaughlin die größte Vase Amerikas mit Unterglasmalerei erschaffen. Da Longworth diese Vasen auf der Cincinnati Seventh Industrial Exposition im Jahr 1879 ausstellen wollte, wollte McLaughlin mit ihrer Vase ebenfalls dort vertreten sein. Nach den ersten Versuchen wurde jedoch schnell klar, dass die Erstellung einer so großen Vase in der Zeit bis zur Ausstellungseröffnung nicht möglich war. Sie blieb jedoch an dem Werk und stellte ihre Vase im Februar 1880 fertig. Ihre Vase erreichte eine Höhe von 94 cm. Sie wurde im japanischen Stil in Salbeigrün dekoriert, auf die chinesische Hibiskusblüten in Dunkelrot und Gelb mit grünen Stielen und Blättern gemalt wurden.
- Umbrella Stand 1880, Cincinnati Art Museum[5]
- Vasen, Teller und weitere Objekte im The Metropolitan Museum of Art[6]
- Cherry Blossom and Spider Web Vase und sechs weitere Keramik-Vasen und Töpfe sowie ein Stillleben und eine gravierte Tafel bei Mutual Art.[7]

## Würdigung
Die amerikanische Eventkünstlerin und Feministin Judy Chicago verewigte in den 1970er Jahren Mary Louise McLaughlin in der Liste der 999 Frauen in ihrer Dinner Party. Dort steht ihr Name in Goldschrift auf einer der weißen, den Boden bedeckenden handgefertigten, dreieckigen Fliesen geschrieben, zusammen mit 20 weiteren Künstlerinnen ist sie dem symbolischen Gedeck der Künstlerin Georgia O’Keeffe zugeordnet.

## Bücher
- An Epitome of History: from Pre-Historic Times to the End of the Great War (1923)
- China Painting: A Practical Manual for the Use of Amateurs in the Decoration of Hard Porcelain (1894)
- Painting in Oil: A Manual of Use for Students (1888)
- Pottery Decoration under the Glaze (1880)